# Georg Buddruss
Georg Buddruss (* 30. November 1929 in Alt-Lappienen, Ostpreußen; † 13. August 2021 in Mainz) war ein deutscher Indologe, der sich neben dem klassischen Sanskrit und der Hindi-Literatur auch mit den indoiranischen Sprachen Afghanistans und Pakistans beschäftigte.

## Leben
Nach der Promotion zum Dr. phil. in Frankfurt am Main 1954 lehrte Buddruss von 1963 bis 1995 als Professor für Indologie in Mainz, wo er im August 2021 im Alter von 91 Jahren starb.

## Ehrungen
- 1980: Ehrendoktor der Universität Bern

## Schriften (Auswahl)
- Kanyawali. Proben eines Maiyã̄-Dialektes aus Tangir (Hindukusch). München 1959, OCLC 25810641.
- Khowar-Texte in arabischer Schrift. Mainz 1982, ISBN 3-515-03642-3.
- mit Almuth Degener: Materialien zur Prasun-Sprache des afghanischen Hindukusch. Band 1. Texte und Glossar. Cambridge 2015, ISBN 978-0-674-73741-9
- mit Almuth Degener: Materialien zur Prasun-Sprache des afghanischen Hindukusch. Band 2. Grammatik. Cambridge 2017, ISBN 978-0-674-98037-2.